# Pietro Generali (Basketballspieler)
Pietro Generali (* 19. Oktober 1958 in Bologna) ist ein ehemaliger italienischer Basketballspieler, der mit der Nationalmannschaft die Silbermedaille bei den Olympischen Sommerspielen 1980 in Moskau gewann. Außerdem nahm er mit Italien an der Europameisterschaft 1981 teil.
Generali gewann mit Sinudyne Bologna 1976 (als er in seiner ersten Saison nur zu zwei Einsätzen kam), 1979 sowie 1980 die italienische Meisterschaft und zog 1981 ins Finale des Landesmeisterpokals ein. Von 1983 bis 1988 war er für JuveCaserta Basket aktiv. Er erreichte mit der Mannschaft um Oscar Schmidt 1986 sowie 1987 das Finale der italienischen Meisterschaft und gewann 1988 den italienischen Pokal. Anschließend wechselte Generali zu Benetton Treviso, wo er in seinem letzten Erstligajahr 1992 noch einmal nationaler Meister wurde. Er beendete seine Karriere 1994 bei Floor Padova.